# Magnesio-ferri-fluoro-orneblenda
La magnesio-ferri-fluoro-orneblenda (simbolo IMA: Mffhbl) è un rarissimo minerale del supergruppo dell'anfibolo, all'interno del quale viene collocato nel "gruppo degli anfiboli con W(OH,F,Cl)-dominante" e da lì al sottogruppo degli anfiboli di calcio dove occupa un posto nel "gruppo contenente la radice orneblenda nel nome"; essendo un anfibolo, appartiene agli inosilicati e pertanto alla famiglia minerale dei "silicati", e possiede composizione chimica ☐Ca2(Mg4Fe3+)(Si7Al)O22F2.
La magnesio-ferri-fluoro-orneblenda è definita con:
- Mg>Fe2+ e Fe3+>Al nella posizione C
- fluoro come anione dominante nella posizione W.

## Etimologia e storia
La magnesio-ferri-fluoro-orneblenda deve il proprio alla presenza di magnesio, ferro e fluoro nel suo composto e per essere stata classificata nella classe dell'orneblenda.

## Classificazione
La magnesio-ferri-fluoro-orneblenda è stata approvata dall'Associazione Mineralogica Internazionale (IMA) nel 2014, quindi non è elencata nella classica nona edizione della sistematica dei minerali di Strunz, aggiornata dall'IMA fino al 2009.
Il minerale è presente nell'edizione successiva, proseguita dal database "mindat.org" e chiamata Classificazione Strunz-mindat, dove la magnesio-ferri-fluoro-orneblenda si trova nella classe "9. Silicati (germanati)" e nella sottoclasse "9.D Inosilicati"; questa viene più finemente suddivisa in base alla struttura cristallina del minerale, in modo tale da trovare la magnesio-ferri-fluoro-orneblenda nella sezione "9.DE Inosilicati con catene doppie di periodo 2, Si4O11; clinoanfiboli" dove forma il sistema nº 9.DE.10.
Nella Sistematica dei lapis (Lapis-Systematik) di Stefan Weiß la magnesio-ferri-fluoro-orneblenda si trova nella classe dei "silicati" e nella sottoclasse degli "inosilicati"; qui si trova nella sezione riservata ai minerali con struttura "[Si4O11] a due bande 6-; gruppo degli anfiboli; Ca2-anfiboli" dove forma il sistema nº VIII/F.10.

## Abito cristallino
La magnesio-ferri-fluoro-orneblenda cristallizza nel sistema monoclino nel gruppo spaziale C2/m (gruppo nº 12) con i parametri reticolari a = 9,839(5) Å, b = 18,078(9) Å, c = 5,319(3) Å e β = 104,99(3)°, oltre ad avere 2 unità di formula per cella unitaria.

## Origine e giacitura
La magnesio-ferri-fluoro-orneblenda è stata trovata nelle cavità di tufo; la paragenesi è con ematite, magnetite, todorokite e tridimite.
Il minerale è rarissimo ed è stato rinvenuto solo nella sua località tipo, la Strada Provinciale 108 (39.24428°N 8.39176°E) nei pressi di Portoscuso (Sardegna, Italia) e nel distretto di Spittal an der Drau (in Carinzia, Austria).

## Forma in cui si presenta in natura
La magnesio-ferri-fluoro-orneblenda forma cristalli prismatici di dimensioni fino a 3 mm. Il minerale è trasparente con lucentezza vitrea; il colore è marrone scuro.

## Proprietà ottiche
La magnesio-ferri-fluoro-orneblenda mostra un visibile pleocroismo con colori grigio pallido lungo {\displaystyle x}, grigio scuro lungo {\displaystyle y} e grigio marroncino chiaro lungo {\displaystyle z}.